# Wehrkirche Emsing

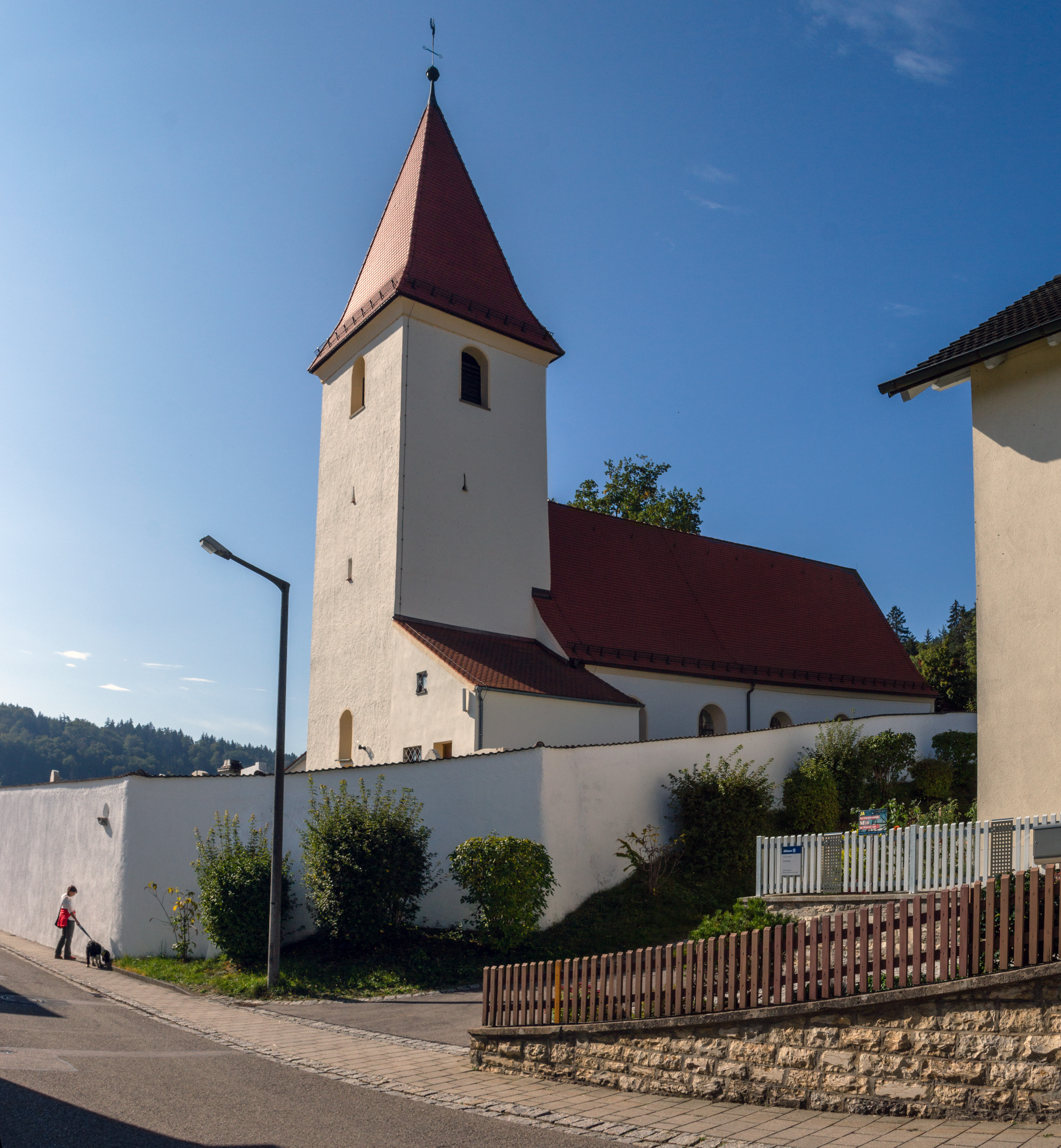
Kirche St. Martin in Emsing

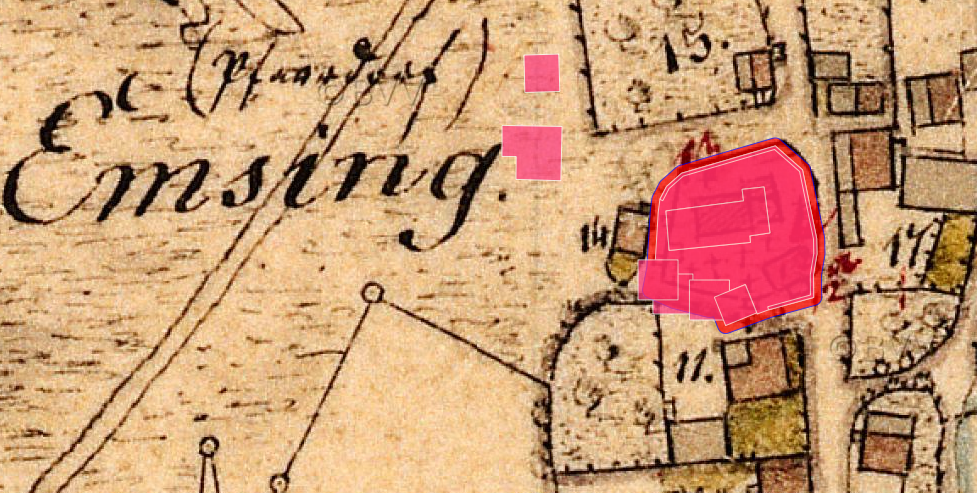
Lageplan von Wehrkirche Emsing auf dem Urkataster von Bayern

Die Wehrkirche Emsing, die heutige katholische Pfarrkirche St. Martin, ist eine teilweise als Wehrkirche erhaltene Kirche am nördlichen Ausgang von Emsing in Richtung Morsbach. Emsing ist Teil des Marktes Titting im Landkreis Eichstätt im Naturpark Altmühltal in Bayern. Die Anlage ist unter der Aktennummer D-1-76-164-33 als Baudenkmal verzeichnet. „Mittelalterliche und frühneuzeitliche Befunde im Bereich der Kath. Pfarrkirche St. Martin in Emsing“ werden zudem als Bodendenkmal unter der Aktennummer D-1-6933-0016 geführt.

## Geschichte
Die Kirche wurde 1277 von Bischof Hildebrand von Möhren konsekriert (geweiht), was auf ihre Erbauungszeit schließen lässt. Vermutlich stammen noch von ihr die Untergeschosse des heutigen Kirchturms. Auf den wehrhaften Charakter der Kirche und ihren Nutzen als Fliehburg für die Ortsbevölkerung weisen die Schlüsselscharten des Turmes, ein unterirdischer Fliehgang und Reste der hohen Friedhofsummauerung (Friedhofsbefestigung) hin.
1612 wurde das Langhaus sowie das Glockengeschoss erbaut; 1738 sowie 1869 fanden Erweiterungen statt. Das Aussehen des Kircheninneren entstand in der Zeit des Barock und prägt heute noch die Pfarrkirche St. Martin.

## Beschreibung

### Denkmalliste
Die Anlage ist unter der Aktennummer D-1-76-164-33 als Baudenkmal verzeichnet und wie folgt beschrieben:
- Saalkirche mit Steildach, Neubau von 1612 auf älterem Kern, Langhaus 1738 und 1869 erweitert, Turm romanisch, Abschluss 17. Jahrhundert; mit Ausstattung
- Friedhof, ehemals befestigt, mit Resten hoher Ummauerung
- ehemaliges Beinhaus, wohl 18. Jahrhundert, Umbau zur Kriegerkapelle, 1920
- Taufstein und Piscina, beide mittelalterlich, neben dem Pfarramt (sogenannter Martinssaal) aufgestellt
- zwei barocke und ein klassizistischer Priestergrabstein in der südlichen Friedhofsmauer eingelassen

### Ausstattung
Der barocke Hochaltar stammt aus dem frühen 18. Jahrhundert, erfuhr aber Veränderungen. Das Hochaltarblatt des St. Martin malte 1764 der Kipfenberger Maler Anton Köll (Köhl), das Deckengemälde 1899 Sebastian Wirsching. Die barocke Kanzel wurde Ende des 17. Jahrhunderts geschaffen.
Die Altarblätter der beiden Seitenaltäre von 1735 stellen die Rosenkranzmadonna (links) und die Vierzehn Nothelfer (rechts) dar und wurden wohl von Matthias Zink aus Eichstätt gemalt. Sie haben spätgotische Seitenfiguren, sie stellen den hl. Leonhard und den hl. Laurentius (um 1480) sowie die hl. Barbara und die hl. Katharina (Ende des 15. Jahrhunderts) dar.
1988 wurde eine neue Orgel eingebaut.